# Headstrong (альбом)
Headstrong — дебютный студийный альбом Эшли Тисдейл, выпущен 6 февраля 2007 года, в США на Warner Bros. Records, дебютировал #5 в Billboard 200 продав 70,000 копий на первой неделе релиза. В США альбом получил статус Золотого по данным RIAA за продажу 500,000 единиц и был распродан 478,000 копиями. Первый сингл с альбома был «Be Good to Me», а второй — «He Said She Said». «Not Like That» и «Suddenly» были выпущены в выборочных странах третьим и четвёртым синглом с альбома. Тисдейл поддержала альбом выступлением на Классный мюзикл: Концерт и в Туре Headstrong по Америке. Альбом был распродан 2.5 миллионами копиями по всему миру.

## Об альбоме
В сентябре 2007 второй сингл с альбома «He Said She Said» был перевыпущен. Тисдейл также призналась, что альбом был назван так потому, что она сама упрямый человек. У альбома были смешанные оценки. Oye! Awards (Premios Oye! in Spanish) номинировал Тисдейл в категории «Международный Выдающийся Артист» 2007 года. Альбом был #6 в «Album of The Year» по мнению читателей Billboard. В Японии альбом был выпущен дважды в двух изданиях. Альбом был распродан 40,000 копиями в Бразилии.

## Промоушен

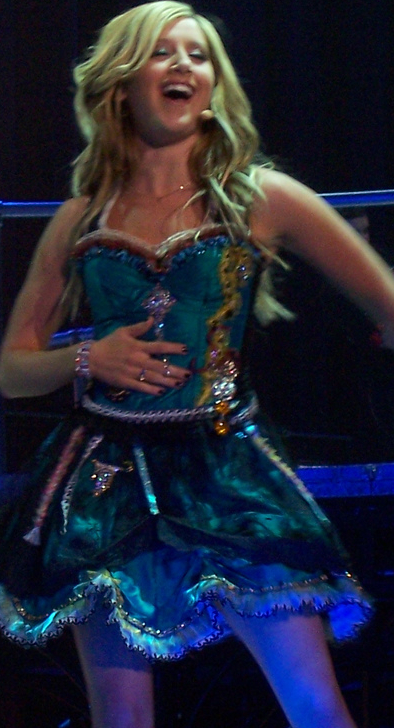
Тисдейл исполняет He Said She Said.

Тисдейл исполнила несколько песен с альбома в туре по моллам Классный мюзикл: Концерт. Тисдейл также исполнила «Be Good to Me» и «He Said She Said» на нескольких американских ТВ программах, чтобы продвинуть альбом, который был в ротации на телевидении. Клип для «He Said She Said» продвигал Eckō Red. В октябре 2007 Тисдейл отправилась в Тур Headstrong по Америке, в котором Тисдейл была на модном шоу Eckō и исполнила три песни с альбома. Она выступила в нескольких коммерческих центрах в США. Альбом был перевыпущен в Рождество 2007 в Праздничном Выпуске с стандартным CD, DVD Кое-что об Эшли в цифровом формате и включил в себя несколько товаров. Праздничный выпуск стал доступным снова в 2008 году на праздники. Альбом был перевыпущен снова в ограниченном формате Deluxe Edition в Германии с DVD.

## Отзывы критиков
Обозреватель из Allmusic сказал, что звучание «Headstrong» намного более зрелое, чем саундтрек к мюзиклу в стиле молодёжный поп, объединённый с тяжелым хип-хоп ритмом, зовущим танцевать, со средневосточными элементами, и другими направлениями музыки середины 2000-х гг. в диснеевском поп звучании." Обозреватель Blender сказал, что Тисдейл «не вносит большую часть напористой мощи своего характера в это развитие от Диснея до данс-попа.»
Джейми Росс из Wild Life сказал: «Трудно игнорировать хороший поп альбом. Есть кое-что у танцевальной песни, которая вызывает самое лучшее настроение и побуждения в человеке. Большинство из этих альбомов, тем не менее, ослаблены балладами обычно раскиданными во всех отношениях. Это случилось с первым сольным релизом Эшли Тисдейл Headstrong». Commonsense Media назвал слова «семейными, но несущественными, заигрывающими с гранями сексуальной инсинуации в паре треков», а Тисдейл «производит впечатление милой, веселой и жизнерадостной — какой угодно, но только не упрямой». В то время, как музыка «ритмична и привлекательна».

## Список композиций
Стандартный выпуск
| #  | Название                                                | Писатели и продюсеры                                                         | Время |
| -- | ------------------------------------------------------- | ---------------------------------------------------------------------------- | ----- |
| 1  | «Intro»                                                 | Джек Д. Эллиот                                                               | 1:09  |
| 2  | «So Much for You»                                       | Адам Лонглэнлс, Лорен Кристи, Скотт Спок, Грэхэм Эдвардс                     | 3:05  |
| 3  | «He Said She Said»                                      | Джонатан Ротем, Эванн «Кидд» Богарт, Райан Теддер                            | 3:08  |
| 4  | «Be Good to Me» (при участии Дэвида Джэсси)             | Кара ДиоГарди, Дэвид Джэсси, Йоаким Перссон, Никлас Молиндер                 | 3:33  |
| 5  | «Not Like That»                                         | Эшли Тисдейл, Йоаким Перссон, Никлас Молиндер, Пелле Анкарберг, Дэвид Джэсси | 3:01  |
| 6  | «Unlove You»                                            | Гай Роше, Шелли Пайкен, Сара Хадсон                                          | 3:29  |
| 7  | «Positivity»                                            | Гай Роше, Шелли Пайкен, Саманта Джейд                                        | 3:44  |
| 8  | «Love Me for Me»                                        | Диана Уоррен                                                                 | 3:45  |
| 9  | «Goin' Crazy» (Кавер-версия Сэнди Моуллинг)             | Йоаким Перссон, Никлас Молиндер, Пелле Анкарберг, Селеша Мартин              | 3:09  |
| 10 | «Over It»                                               | Эшли Тисдейл, Брайан Тодд, Майкл Смит                                        | 2:54  |
| 11 | «Don’t Touch (The Zoom Song)» (Кавер-версия Tata Young) | Адам Андерс, Никки Хассман, Расмус Билли Банке, Рене Тромборг                | 3:11  |
| 12 | «We’ll Be Together»                                     | Шелли Пейкен                                                                 | 4:00  |
| 13 | «Headstrong»                                            | Адам Лонглэндс, Лорен Кристи, Скотт Спок, Грэхэм Эдвардс                     | 3:11  |
| 14 | «Suddenly»                                              | Эшли Тисдейл, Джэнис Робинсон                                                | 3:39  |

### Бонус-треки и факты
Выпуск Wal-Mart / Австралийский Выпуск
1. Who I Am (Брайан Тодд, Антон Басс, Майкл «Смиди» Смит) — 3:19
2. It’s Life (Эшли Тисдейл, Шелли Пайкен, Марк Форд Хаммонд) — 3:48

iTunes Эксклюзив / Европейский Выпуск
- «Intro» исключили из трек-листа, «So Much for You» стал первым треком.

1. I Will Be Me (Брайан Тодд, Майкл «Смиди» Смит, Шон Хольт, ТиДжей Стэффорд) — 3:16
2. He Said She Said (Караоке версия) — 3:08
3. Be Good to Me (Караоке версия) — 3:14

Японский Эксклюзив
1. Be Good to Me (THC-Sukarufati Radio Edit Club Remix) — 5:49

Конечный Эксклюзив
- На бонусном DVD присутствует 30-минутный эксклюзив, как делали альбом.[18]

## Синглы
- «Be Good to Me» был выбран дебютным синглом Тисдейл. Песня, в которой участвует рэп вокал Дэвида Джэсси был выпущен 25 декабря 2006 года. Песня дебютировала на #80 в Billboard Hot 100 в том же месяце.[19] У песни была наивысшая позиция на #57 в Германии.[20]
- «He Said She Said» — это заключительный официальный сингл с альбома в США. В январе 2007 он вошёл в Billboard Hot 100 на #77.[21] Он достиг пика в чарте в январе 2008 на #58,[22] после перевыпуска сингла в сентябре 2007 года, совпавшего с релизом клипа. В Германии песня достигла пика на #17 и оставалась в чарте до 15 недель.[23] Песня была удостоена Золота по данным RIAA.[24]
- «Not Like That» был первым выпущен 25 января 2008 в Европе третьим официальным синглом. Его наивысшая позиция состоялась на #20 в Германии.[25] Позже в том году песня была выпущена в Чили 21 апреля третьим синглом и 20 августа в Бразилии пятым синглом.
- «Suddenly» была заключительным синглом с альбома и стала её четвёртым синглом в Германии, где она достигла пика на #45.[26]

Другие песни
- «Headstrong» была эксклюзивно выпущена на #20 и была исполнена в туре Классный мюзикл: Концерт. В феврале 2007 она достигла пика в Bubbling Under Hot 100 Singles на #21.[27]

## Кое-что об Эшли
Кое-что об Эшли: История создания Headstrong — первый DVD Тисдейл, выпущенный компанией Warner Bros. Records 13 ноября 2007 во многих странах. Трейлер вышел в свет на канале Youtube Тисдейл 12 сентября. На DVD есть трилогия клипов, состоящая из «He Said She Said», «Not Like That» и «Suddenly», связанные в минифильме сюжетной линией, которая развивается через каждую песню. На DVD также есть 40-минутный документальный фильм о процессе создания альбома.

## Чарты
Альбом дебютировал в Billboard 200 на #5 и был распродан 70,000 копиями на первой неделе в США.
| Чарт                     | Наивысшая позиция | Продажи | Сертификация | Ссылка        |
| ------------------------ | ----------------- | ------- | ------------ | ------------- |
| Argentinean Albums Chart | 20                | 200,000 | Золото       | [ 28 ] [ 29 ] |
| Australian Albums Chart  | 8                 | 800,000 |              | [ 30 ]        |
| Austrian Albums Chart    | 1                 | 100,000 |              | [ 31 ]        |
| German Albums Chart      | 3                 | 250,000 |              | [ 31 ]        |
| Irish Albums Chart       | 6                 | 75,500  | Золото       | [ 31 ] [ 32 ] |
| New Zealand Albums Chart | 22                | 150,000 |              | [ 31 ]        |
| Swiss Albums Chart       | 8                 | 100,000 |              | [ 31 ]        |
| UK Album Chart           | 55                | 400,000 |              | [ 33 ]        |
| Billboard 200            | 5                 | 500,000 | Золото       | [ 31 ]        |

Чарты в конце года
| Чарт (2007)   | Страна | Наивысшая позиция | Ссыла  |
| ------------- | ------ | ----------------- | ------ |
| Billboard 200 | США    | 196               | [ 34 ] |

## Подробности о релизе
| Страна         | Дата            | Лейбл        | Формат       | Каталог                  |
| -------------- | --------------- | ------------ | ------------ | ------------------------ |
| США/Канада     | 6 сентября 2007 | Warner Music | CD/CD+DVD    | 9362499995               |
| Япония         | 13 февраля 2007 | Warner Music | CD           | 9362.44425               |
| Бразилия       | 27 февраля 2007 | Warner Music | CD/CD+DVD    | 093624442523             |
| Австралия      | 9 апреля 2007   | Warner Music |              | 9362433002               |
| Великобритания | 15 октября 2007 | Warner Music |              |                          |
| Германия       | 23 ноября 2007  | Warner Music | Warner Music | CD/CD+DVD/Deluxe Edition |

## Тур Headstrong по Америке
Тур Headstrong по Америке — тур по моллам 2007 года, в котором Тисдейл участвовала в модном шоу Mark Eckō. Тур был после выпуска альбома Тисдейл Headstrong. Она выступила в различных американских коммерческих центрах и исполнила три песни «Headstrong», «Not Like That» and «He Said She Said».
Даты Тура
| Северная Америка |                       |     |                        |
| 14 октября 2007  | Коламбус, Огайо       | США | Polaris Fashion Place  |
| 16 октября 2007  | Орланд Парк, Иллинойс | США | Orland Square Mall     |
| 17 октября 2007  | Милуоки               | США | Southridge Mall        |
| 18 октября 2007  | Вашингтон             | США | Westfield Montgomery   |
| 20 октября 2007  | Нью-Йорк              | США | Roosevelt Field Mall   |
| 23 октября 2007  | Филадельфия           | США | Willow Grove Park Mall |
| 25 октября 2007  | Нашвилл               | США | Opry Mills             |
| 29 октября 2007  | Миннеаполис           | США | Mall of America        |
| 30 октября 2007  | Канзас                | США | Independence Center    |
| 1 ноября 2007    | Фриско, Техас         | США | Stonebriar Centre      |

## Над альбомом работали[42]
Следующие люди содействовали созданию Headstrong:
- Вокал — Эшли Тисдейл
- Бэк-вокал — Эшли Тисдейл, Джек Д. Элиот, Кили Прессли, Матрица, Кара Дио Гарди, Дэвид Джесси, Виктория Сэндсторм, Таний Маркис, Уинди Вагнер, Брайан Тодд, Тата Янг, Марисса Потекорво и Лана Хейл
- Клавишные — Расмус Билли Банке
- Бас — Адам Андерс
- Гитара — Адам Андерс, Эммануил Кирайаку и Йоаким Перссон

Производство
- Исполнительный продюсер: Лори Фельдман и Том Уолли
- Продюсеры: Дж. Р. Ротем, Матрица, Кара ДиоГарди, Брайан Тодд, Гай Роше, Твин, Скотт Спок, Шелли Пайкен.
- Вокальный продюсер: Адам Андерс и Никки Хасман
- Мастеринг: Крис Джерингер
- Астистент мастеринга: Уилл Квинелл
- Инженеры: Адам Андерс, Расмус Билли Банке, Дашьянт Бакта, Стюарт Броли, Стив Чочьярд, Джо Коркоран, Дейв Диллбек, Кара ДиоГарди, Крис Холмс, Эммануил Кирайаку, Алан Мэйсон, Матрица, Грег Оган и Твин
- Ассистент инженера : Том Бендер и Клифф Лин
- Отдел по работе с начинающими артистами: Томми Пейдж
- Фотограф: Марк Лидделл и Брайан Боуэн Смит
- Арт-директор: Эллен Вакайама
- Дизайн: Юлиан Пеплоу